# 高島崚輔
高島崚輔（日语：／ Takashima Ryōsuke，1997年2月4日—），日本政治人物，在2023年4月23日舉行的統一地方選舉中，以26歲的年齡當選兵庫縣蘆屋市市長，成為日本現行公職選舉法施行以來，史上最年輕的市長。

## 生平
高島崚輔在1997年2月出生於大阪府箕面市，就讀灘中學、高中，在高中時擔任學生會長，因學生會的活動而與蘆屋市產生關係。高中畢業後同時錄取東京大學文科一部與哈佛大學，2015年4月在完成東京大學的報到手續後，獲得哈佛大學入學許可，因此在東大就讀4個月後，赴美國就讀哈佛的環境能源工程學系。大學一年級時曾與甘迺迪政府學院的同學到福島第一核電廠視察。三度休學後，2022年5月26日自哈佛大學畢業，返回日本定居於蘆屋市。
2023年4月16日以無黨籍身份登記參選蘆屋市長，在同月23日的投票中擊敗尋求連任的現任市長伊藤舞而當選。在全國市長會自1955年統計以來，打破1994年以28歲當選東京都武藏村山市市長的志志田浩太郎。高島於同年5月1日上任，任期到2027年4月30日。
| 候選人   | 年齡 | 所屬黨派 | 新舊任 | 得票數 | 得票率 | 備註           |
| -------- | ---- | -------- | ------ | ------ | ------ | -------------- |
| 高島崚輔 | 26   | 無黨籍   | 新     | 19,779 | 46.66% |                |
| 伊藤舞   | 53   | 無黨籍   | 現     | 11,981 | 28.26% | 時任蘆屋市長   |
| 中島香織 | 55   | 無黨籍   | 新     | 5,671  | 13.37% | 時任兵庫縣議員 |
| 大塚展生 | 65   | 無黨籍   | 新     | 4,958  | 11.69% | 曾任蘆屋市議員 |

## 外部連結
- 官方网站
- 高島崚輔的X（前Twitter）
- 高島崚輔的Facebook專頁
- 高島崚輔的Instagram帳戶
- 高島崚輔 (takashimaryosuke) - note
- YouTube上的高島崚輔頻道